# Mariowo
Mariowo (ros. Марёво) – wieś (sieło) w Rosji, w obwodzie nowogrodzkim, ośrodek administracyjny rejonu mariowskiego. W 2010 liczyła 2297 mieszkańców.